# 17e étape du Tour de France 2006
La 17e étape du Tour de France 2006 s'est déroulée le 20 juillet entre Saint-Jean-de-Maurienne et Morzine sur une distance de 200,5 km. Elle a été remportée en solitaire par l'Américain Floyd Landis, de l'équipe Phonak. Il fait cependant l'objet d'un contrôle antidopage positif à la testostérone lors de cette étape et est déclassé au profit de Carlos Sastre.

## Profil de l'étape
Il s'agit de la 17e étape de ce Tour. Elle se déroule dans les Alpes et compte 5 ascensions : 
1. Le col des Saisies (14,9 km à 6,4 %, 1re catégorie) à 1 650 m d'altitude au km 82,5 ;
2. Le col des Aravis (7,1 km à 5,9 %, 2e catégorie) à 1 486 m d'altitude au km 109 ;
3. Le col de la Colombière (11,8 km à 5,8 %, 1re catégorie) à 1 613 m d'altitude au km 134 ;
4. La côte de Châtillon-sur-Cluses (5,1 km à 4,9 %, 3e catégorie) à 735 m d'altitude au km 162 ;
5. Le col de Joux Plane (11,7 km à 8,5 %, hors catégorie) à 1 691 m au km 188,5.

Elle compte également 2 sprints de bonifications :
1. Au kilomètre 122, au Grand-Bornand ;
2. Au kilomètre 172,5, à Verchaix.

## Récit
L'Américain Floyd Landis, qui semblait avoir perdu toute chance de remporter le Tour la veille, parcourt en tête plus de 150 km, et remporte une victoire historique. Il réalise ainsi une excellente opération et se reclasse à la troisième place du classement général.
Après avoir quitté le peloton en tout début d'étape dans le col des Saisies pour une échappée de longue haleine qui semblait vouée à l'échec, Landis parvient au pied du col de Joux Plane avec 6 minutes d'avance sur le peloton des favoris grâce à une relative passivité du peloton. Dans l'ascension et dans la descente vers Morzine, il parvient à garder cette avance jusqu'à l'arrivée.
Parmi ses adversaires, Carlos Sastre et Christophe Moreau se distinguent dans le col de Joux Plane, prenant une minute à tous leurs concurrents, mais échouent à près de 6 minutes de Landis. L'espagnol Óscar Pereiro conserve son maillot jaune, avec seulement 12 s d'avance sur Carlos Sastre, et 30 s sur Floyd Landis.
Cependant, un prélèvement d'urine effectué au soir de cette étape révèle un taux de testostérone anormal chez Floyd Landis. Ces analyses sont postérieurement confirmées et, les résultats de Landis dans ce tour de France invalidés pour dopage le 23 septembre 2007.

## Classement de l'étape
| \| \| Floyd Landis \| États-Unis \| en \| 5 h 23 min 36 s \| \| 1. \| Carlos Sastre[4] \| Espagne \| en \| 5 h 29 min 28 s \| \| 2. \| Christophe Moreau \| France \| + \| 16 s \| \| 3. \| Damiano Cunego \| Italie \| \| 58 s \| \| 4. \| Michael Boogerd[5] \| Pays-Bas \| \| 1 min 26 s \| \| 5. \| Fränk Schleck \| Luxembourg \| \| m.t. \| \| 6. \| Óscar Pereiro \| Espagne \| \| m.t. \| \| 7. \| Andreas Klöden \| Allemagne \| \| m.t. \| \| 8. \| Haimar Zubeldia \| Espagne \| \| m.t. \| \| 9. \| Cadel Evans \| Australie \| \| 1 min 38 s \| \| 10. \| Michael Rasmussen \| Danemark \| \| 1 min 42 s \| |                   |            |    |                 |
| | Floyd Landis      | États-Unis | en | 5 h 23 min 36 s |
| 1. | Carlos Sastre     | Espagne    | en | 5 h 29 min 28 s |
| 2. | Christophe Moreau | France     | +  | 16 s            |
| 3. | Damiano Cunego    | Italie     |    | 58 s            |
| 4. | Michael Boogerd   | Pays-Bas   |    | 1 min 26 s      |
| 5. | Fränk Schleck     | Luxembourg |    | m.t.            |
| 6. | Óscar Pereiro     | Espagne    |    | m.t.            |
| 7. | Andreas Klöden    | Allemagne  |    | m.t.            |
| 8. | Haimar Zubeldia   | Espagne    |    | m.t.            |
| 9. | Cadel Evans       | Australie  |    | 1 min 38 s      |
| 10. | Michael Rasmussen | Danemark   |    | 1 min 42 s      |

- Prix de la combativité : Floyd Landis  États-Unis (Phonak)

## Classement général
| \| 1. \| Óscar Pereiro \| Espagne \| en \| 80 h 08 min 49 s \| \| 2. \| Carlos Sastre \| Espagne \| + \| 12 s \| \| DSQ \| Floyd Landis \| États-Unis \| \| 30 s \| \| 3. \| Andreas Klöden \| Allemagne \| \| 2 min 29 s \| \| 4. \| Cadel Evans \| Australie \| \| 3 min 8 s \| \| 5. \| Denis Menchov \| Russie \| \| 4 min 14 s \| \| 6. \| Cyril Dessel \| France \| \| 4 min 24 s \| \| 7. \| Christophe Moreau \| France \| \| 5 min 45 s \| \| 8. \| Haimar Zubeldia \| Espagne \| \| 8 min 16 s \| \| 9. \| Michael Rogers \| Australie \| \| 12 min 13 s \| \| 10. \| Fränk Schleck \| Luxembourg \| \| 13 min 18 s \| |                   |            |    |                  |
| 1. | Óscar Pereiro     | Espagne    | en | 80 h 08 min 49 s |
| 2. | Carlos Sastre     | Espagne    | +  | 12 s             |
| DSQ | Floyd Landis      | États-Unis |    | 30 s             |
| 3. | Andreas Klöden    | Allemagne  |    | 2 min 29 s       |
| 4. | Cadel Evans       | Australie  |    | 3 min 8 s        |
| 5. | Denis Menchov     | Russie     |    | 4 min 14 s       |
| 6. | Cyril Dessel      | France     |    | 4 min 24 s       |
| 7. | Christophe Moreau | France     |    | 5 min 45 s       |
| 8. | Haimar Zubeldia   | Espagne    |    | 8 min 16 s       |
| 9. | Michael Rogers    | Australie  |    | 12 min 13 s      |
| 10. | Fränk Schleck     | Luxembourg |    | 13 min 18 s      |

## Classements annexes
| Classement     | Coureur                    | Total             |
| -------------- | -------------------------- | ----------------- |
| points         | Robbie McEwen Australie    | 252 pts           |
| montagne       | Michael Rasmussen Danemark | 163 pts           |
| meilleur jeune | Damiano Cunego Italie      | 80 h 26 min 07 s  |
| équipe         | T-Mobile Allemagne         | 240 h 43 min 27 s |

## Sprints intermédiaires
1er Sprint intermédiaire de Le Grand-Bornand (122 km)
| Premier   | Patrice Halgand France     | 6 pts et 6 s |
| Second    | Floyd Landis États-Unis    | 4 pts et 4 s |
| Troisième | Patrik Sinkewitz Allemagne | 2 pts et 2 s |

2e Sprint intermédiaire de Verchaix (172,5 km)
| Premier   | Floyd Landis États-Unis          | 6 pts et 6 s |
| Second    | Patrik Sinkewitz Allemagne       | 4 pts et 4 s |
| Troisième | Christian Vande Velde États-Unis | 2 pts et 2 s |

## Ascensions
Col des Saisies, 1re catégorie (82,5 km)
| Premier   | Patrice Halgand France           | 15 pts |
| Second    | Philippe Gilbert Belgique        | 13 pts |
| Troisième | Juan Manuel Gárate Espagne       | 11 pts |
| Quatrième | Pavel Padrnos République tchèque | 9 pts  |
| Cinquième | Stuart O'Grady Australie         | 8 pts  |
| Sixième   | Patrik Sinkewitz Allemagne       | 7 pts  |
| Septième  | Daniele Righi Italie             | 6 pts  |
| Huitième  | Christophe Le Mével France       | 5 pts  |

Col des Aravis, Catégorie 2 (109 km)
| Premier   | Patrice Halgand France           | 10 pts |
| Second    | Floyd Landis États-Unis          | 9 pts  |
| Troisième | Patrik Sinkewitz Allemagne       | 8 pts  |
| Quatrième | Daniele Righi Italie             | 7 pts  |
| Cinquième | Stuart O'Grady Australie         | 6 pts  |
| Sixième   | Pavel Padrnos République tchèque | 5 pts  |

Col de la Colombière, 1re catégorie (134 km)
| Premier   | Floyd Landis États-Unis          | 15 pts |
| Second    | Patrik Sinkewitz Allemagne       | 13 pts |
| Troisième | Patrice Halgand France           | 11 pts |
| Quatrième | Pavel Padrnos République tchèque | 9 pts  |
| Cinquième | Stuart O'Grady Australie         | 8 pts  |
| Sixième   | Daniele Righi Italie             | 7 pts  |
| Septième  | Juan Manuel Gárate Espagne       | 6 pts  |
| Huitième  | David de la Fuente Espagne       | 5 pts  |

côte de Châtillon-sur-Cluses, Catégorie 3 (162 km)
| Premier   | Floyd Landis États-Unis    | 4 pts |
| Second    | Patrik Sinkewitz Allemagne | 3 pts |
| Troisième | Patrice Halgand France     | 2 pts |
| Quatrième | Jens Voigt Allemagne       | 1 pts |

Col de Joux Plane*, Hors catégorie (188,5 km)
| Premier   | Floyd Landis États-Unis    | 40 pts |
| Second    | Carlos Sastre Espagne      | 36 pts |
| Troisième | Christophe Moreau France   | 32 pts |
| Quatrième | Damiano Cunego Italie      | 28 pts |
| Cinquième | Michael Boogerd Pays-Bas   | 24 pts |
| Sixième   | Fränk Schleck Luxembourg   | 20 pts |
| Septième  | Óscar Pereiro Espagne      | 16 pts |
| Huitième  | Haimar Zubeldia Espagne    | 14 pts |
| Neuvième  | Andreas Klöden Allemagne   | 12 pts |
| Dixième   | Michael Rasmussen Danemark | 10 pts |

∗Les points attribués dans ces cols hors catégorie, 1re et 2e catégorie sont doublés lorsqu’il s’agit du dernier col de l’étape.